# Glypta ecostata
Glypta ecostata är en stekelart som beskrevs av Szepligeti 1898. Glypta ecostata ingår i släktet Glypta och familjen brokparasitsteklar. Inga underarter finns listade i Catalogue of Life.